# Kelsey Grammer
Allen Kelsey Grammer (født 21. februar 1955 på Sankt Thomas i øgruppen de dansk-vestindiske øer) er en amerikansk skuespiller og tv-instruktør.
Grammer er bedst kendt for sin rolle som psykiateren Frasier Crane i de to komediserier Sams Bar (Cheers) og Frasier. Han lægger også stemme til figuren Sideshow Bob i den animerede tv-serie The Simpsons. I science fiction-filmen X-Men: The Last Stand (den tredje X-Men-film) spillede han mutanten Beast og har også spillet overfor Robert De Niro i thrilleren 15 Minutes.
Grammers liv har været ramt at tragedier, hvilket har medført depressioner og narkotikamisbrug. I 1968 blev hans far fundet myrdet på de Amerikanske Jomfruøer, i 1975 blev hans søster voldtaget og myrdet, efter at have forladt en restaurant i Colorado Springs, Colorado og i 1980 blev hans halvbrødre, to tvillinger, dræbt af en haj mens de SCUBA-dykkede.